# マイクロ磁気学
マイクロ磁気学（マイクロじきがく、マイクロマグネティクス 英: Micromagnetics とも）とは物理学の一分野で、サブマイクロメートルスケールの磁気的挙動の予測を取り扱う。ここで取り扱われる長さスケールは材料の原子的構造を無視できる（連続体近似）程度には大きいが、磁壁や磁気渦を取り扱える程度には小さい。
マイクロ磁気学は、磁気エネルギーを最安定化することで力学的平衡を、また時間依存動力学方程式を解くことにより動的挙動を扱うことができる。

## 歴史
物理学の一分野としてのマイクロ磁気学（すなわち、（強）磁性体のサブマイクロメートル領域における振る舞いを扱う分野）は1963年、ウィリアム・フラー・ブラウン・ジュニアが反平行磁壁構造についての論文を発表したことに始まる。比較的最近まで、計算マイクロ磁気学には計算コスト的な困難が付き纏っていたが、現在では最新型のデスクトップPCで小さめの問題なら解くことが可能になってきている。

## 静的マイクロ磁気学
静的マイクロ磁気学の目的は、力学的平衡における磁化 M の空間的分布を解明することである。ほとんどの場合、扱われる材料の温度はキュリー温度よりもかなり低いため、磁化係数 |M| はいたるところ飽和磁化 Ms と等しい。この場合、問題は、「磁化配向ベクトル」もしくは「規格化磁化」と呼ばれる m = M/Ms により記述される、磁化の空間的配向を解明することに帰着する。
力学的平衡は、次のように表わされる磁気エネルギーを最安定化することで達成される。
{\displaystyle E=E_{\text{exch}}+E_{\text{anis}}+E_{\text{Z}}+E_{\text{demag}}+E_{\text{m-e}}}
ここで、拘束条件として |M|=Ms もしくは |m| = 1 を課す。
このエネルギーへの寄与それぞれについて以下に説明する。

### 交換エネルギー
交換エネルギーは、量子力学における交換相互作用を現象論的かつ連続体的に表わしたものであり、次のように書ける。
{\displaystyle E_{\text{exch}}=A\int _{V}\left((\nabla m_{x})^{2}+(\nabla m_{y})^{2}+(\nabla m_{z})^{2}\right)\mathrm {d} V}
ここで A は「交換定数」、mx, my, mz はそれぞれ m の方向成分である。積分範囲は試料の体積全体に渡るものとする。
交換エネルギーは試料中の磁化配向ができるだけゆっくり変化することを選好するように作用する。このエネルギーは磁化が完全に一様となる際に最小となる。

### 異方性エネルギー
磁気異方性は結晶構造とスピン軌道相互作用の組み合わせから生じる。一般的に書くと以下のようになる。
{\displaystyle E_{\text{anis}}=\int _{V}F_{\text{anis}}(\mathbf {m} )\mathrm {d} V}
ここで、Fanis は異方性エネルギー密度で、磁化配向の関数となる。Fanis が最低エネルギーとなるような配向が沿う軸は「磁化容易軸」と呼ばれる。
時間反転対称性により、Fanis は m の偶関数であることが保証される。これを満たす最も単純な関数は以下のような関数である。
{\displaystyle F_{\text{anis}}({\boldsymbol {m}})=-Km_{z}^{2}}
ここで、K は「異方性定数」と呼ばれる。この近似は「一軸磁気異方性」と呼ばれ、上式の場合の容易軸は z 軸である。
異方性エネルギーは容易軸に沿った磁化配向が選好されるように作用する。

### ゼーマンエネルギー
ゼーマンエネルギーは磁化と外部磁場との相互作用エネルギーである。これは次のように書ける。
{\displaystyle E_{\text{Z}}=-\mu _{0}\int _{V}{\boldsymbol {M}}\cdot {\boldsymbol {H}}_{\text{a}}{\boldsymbol {d}}V}
ここで、Ha は外部磁場、µ0 は真空透磁率である。
ゼーマンエネルギーは外部磁場と平衡な磁化配向が選好されるように作用する。

### 反磁場エネルギー

マイクロ磁気配向の例。 一様状態と比べて、磁束閉鎖構造により反磁場エネルギーは低下するが交換エネルギーは上昇する。

反磁場とは磁性試料が自身に及ぼす磁場である。反磁場エネルギーは以下のように書ける。
{\displaystyle E_{\text{demag}}=-{\frac {\mu _{0}}{2}}\int _{V}{\boldsymbol {M}}\cdot {\boldsymbol {H}}_{\text{d}}\mathrm {d} V}
ここで、Hd は反磁場である。この場は磁化配向そのものに依存し、次の方程式系を解くことにより得られる。
{\displaystyle \nabla \cdot {\boldsymbol {H}}_{\text{d}}=-\nabla \cdot {\boldsymbol {M}}}
{\displaystyle \nabla \times {\boldsymbol {H}}_{\text{d}}=0}
ここで、 −∇ · M は「磁荷密度」と呼ばれることがある。これらを解くと、以下のようになる（静磁場の項も参照）。
{\displaystyle {\boldsymbol {H}}_{\text{d}}=-{\frac {1}{4\pi }}\int _{V}\nabla \cdot {\boldsymbol {M}}{\frac {\boldsymbol {r}}{r^{3}}}\mathrm {d} V}
ここで、 r は積分点から計算する Hd の場所へ向うベクトルである。
試料の端では M が試料内における有限値から試料の外におけるゼロへと不連続に変化することから、磁荷密度が無限大になりうることは特筆に値する。この現象は、適切な境界条件を用いることによって取り扱うことが通常は可能である。
反磁場エネルギーは磁荷密度が最小となるような磁荷配向が選好されるように作用する。特に、試料の端では磁荷は表面と平行となる傾向がある。ほとんどの場合、他のエネルギーを最低にしつつ同時にこのエネルギーを最低にすることは不可能である。この結果、力学的平衡は個々の項を最小化するのではなく、総磁気エネルギーを最小化するためにそれぞれの間で妥協して成り立つことになる。

### 磁気弾性エネルギー
磁気弾性エネルギーとは、結晶格子の弾性変形により蓄えられるエネルギーを指す。磁気弾性に関わる効果が無視できる場合は無視できる。磁荷配向 m に付随する、結晶性固体の局所歪みには選好がある。単純なモデルとして、この歪みを等積的で、横方向には完全に等方的であるとすると、次の偏差モデル (deviatoric ansatz) を得る。
{\displaystyle \mathbf {\varepsilon } _{0}({\boldsymbol {m}})={\frac {3}{2}}E\,[{\boldsymbol {m}}\otimes {\boldsymbol {m}}-{\frac {1}{3}}\mathbf {1} ]}
ここで、材料のパラメータ E > 0 は磁気歪み定数と呼ばれる。明らかに、E は磁化により m の方向に誘起される歪みである。このモデルを用いれば、弾性エネルギー密度は弾性的で応力を伴う歪み (elastic, stress-producing strains) {\displaystyle \mathbf {\varepsilon } _{e}:=\mathbf {\varepsilon } -\mathbf {\varepsilon } _{0}} の関数と考えることができる。二次形式の磁気弾性エネルギーは以下のようになる。
{\displaystyle E_{\text{m-e}}={\frac {1}{2}}[\mathbf {\varepsilon } -\mathbf {\varepsilon } _{0}({\boldsymbol {m}})]:\mathbb {C} :[\mathbf {\varepsilon } -\mathbf {\varepsilon } _{0}({\boldsymbol {m}})]}
ここで、{\displaystyle \mathbb {C} :=\lambda \mathbf {1} \otimes \mathbf {1} +2\mu \mathbb {I} } は四次の弾性テンソルである。さらに、弾性応答は（二つのラメ定数 λ と μに基いて）等方的であることを仮定すると、m の長さが一定であることを考慮に入れれば、次の不変量に基く表現が可能である。
{\displaystyle E_{\text{m-e}}={\frac {\lambda }{2}}{\mbox{tr}}^{2}[\mathbf {\varepsilon } ]+\mu \,{\mbox{tr}}[\mathbf {\varepsilon } ^{2}]-3\mu E{\big \{}{\mbox{tr}}[\mathbf {\varepsilon } ({\boldsymbol {m}}\otimes {\boldsymbol {m}})]-{\frac {1}{3}}{\mbox{tr}}[\mathbf {\varepsilon } ]{\big \}}}
このエネルギー項が磁気歪みに寄与する。

## 動的マイクロ磁気学
動的マイクロ磁気学の目的は、例えばパルス磁場や交流磁場などの非定常な条件下での試料の磁気配向の時間発展を予測することである。このためには、磁化の時間発展を試料に作用する局所「有効磁場」を用いて記述する偏微分方程式であるランダウ・リフシッツ・ギルバート方程式を解くことになる。

### 有効磁場
有効磁場とは、磁化が「感じる」局所的磁場を指す。これは、厳密ではないが、次のように磁気エネルギーの磁化配向に関する導関数を用いて表わすことができる。
{\displaystyle {\boldsymbol {H}}_{\mathrm {eff} }=-{\frac {1}{\mu _{0}M_{s}}}{\frac {\mathrm {d} ^{2}E}{\mathrm {d} {\boldsymbol {m}}\mathrm {d} V}}}
ここで、dE/dV はエネルギー密度である。変分法を用いると、磁化の変化 dm に対応する磁気エネルギー変化 dE の関係は以下のように表わせる。
{\displaystyle \mathrm {d} E=-\mu _{0}M_{s}\int _{V}(\mathrm {d} {\boldsymbol {m}})\cdot {\boldsymbol {H}}_{\text{eff}}\,\mathrm {d} V}
m は単位ベクトルであるから、dm は常に m に直交する。そのため、上記の定義は Heff の m に平行な成分を含んでいない。この成分は通常、磁化の動力学に影響しないため問題にはならないことが多い。
磁気エネルギーに対するそれぞれの寄与項の表式を代入すると、有効磁場は次のように表わされる。
{\displaystyle {\boldsymbol {H}}_{\mathrm {eff} }={\frac {2A}{\mu _{0}M_{s}}}\nabla ^{2}{\boldsymbol {m}}-{\frac {1}{\mu _{0}M_{s}}}{\frac {\partial F_{\text{anis}}}{\partial {\boldsymbol {m}}}}+{\boldsymbol {H}}_{\text{a}}+{\boldsymbol {H}}_{\text{d}}}

### ランダウ・リフシッツ・ギルバート方程式

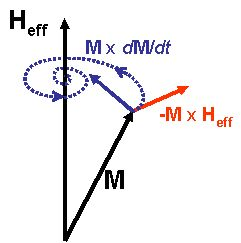
ランダウ・リフシッツ・ギルバート方程式に表われる項：歳差（赤）、減衰（青）。点線で表わした磁化のトラジェクトリは有効磁場 H_{eff} を一定とする単純化された仮定のもとでは螺旋を描く。

ランダウ・リフシッツ・ギルバート方程式は磁化の運動方程式である。有効磁場周りの磁化のラーモア歳差運動と、磁性系と環境との間の相互作用により生じる減衰を組み合わせた運動を記述する。この方程式のいわゆる「ギルバート形式」（もしくは陰形式）は次のように書き下される。
{\displaystyle {\frac {\partial {\boldsymbol {m}}}{\partial t}}=-|\gamma |{\boldsymbol {m}}\times {\boldsymbol {H}}_{\mathrm {eff} }+\alpha {\boldsymbol {m}}\times {\frac {\partial {\boldsymbol {m}}}{\partial t}}}
ここで、γ は電子の磁気回転比、α はギルバート減衰定数である。
上記の形式は次の「ランダウ・リフシッツ形式」（もしくは陽形式）と等価であることを数学的に示すことができる。
{\displaystyle {\frac {\partial {\boldsymbol {m}}}{\partial t}}=-{\frac {|\gamma |}{1+\alpha ^{2}}}{\boldsymbol {m}}\times {\boldsymbol {H}}_{\mathrm {eff} }-{\frac {\alpha |\gamma |}{1+\alpha ^{2}}}{\boldsymbol {m}}\times ({\boldsymbol {m}}\times {\boldsymbol {H}}_{\text{eff}})}

## 応用
マイクロ磁気学と力学の組み合わせにより、超音波スピーカーや高周波磁気歪みトランスデューサーなどの磁気音響共鳴の関わる産業分野への応用が可能であり興味を集めている。この分野では上述した磁気歪み効果を取り込んだマイクロ磁気学モデルに基づくFEMシミュレーションが重要である。
従来の磁区と磁壁の他にも、磁気渦や磁気反渦状態や、例えば磁化が全ての点で原点と逆もしくは原点に向いている配向やトポロジカルに等価な配向である三次元ブロッホ点等のトポロジカルな線状・点状配向にもマイクロ磁気学は適用されている。このため、空間的にも、時間的にもナノ（さらにはピコ）スケールまで利用されている。
対応するトポロジカル量子数を情報担体として応用することが、最新の、既に進行中の情報技術的計画において構想されている。

## 関連文献